# Acción complementaria y superpuesta
Acción complementaria y superpuesta (Follow through and overlapping action) es el título general para dos técnicas de animación relacionadas que forman parte de los doce principios de animación identificados por Frank Thomas y Ollie Johnston en su libro autoritativo The Illusion of Life: Disney Animation publicado en 1981. El término drag (arrastrar) algunas veces se incluye para formar tres conceptos separados pero relacionados en el arte de la animación.

## Definición
Follow through and overlapping action son dos técnicas estrechamente relacionadas que, cuando se aplican en animación, pueden ayudar a hacer un movimiento más realista y dar la impresión de que los personajes se atienen a las leyes de la física. En el Studio Disney, Walt Disney estaba ansioso por impulsar a sus animadores para mejorar su trabajo y desarrollar sus habilidades. Les decía:
«Las cosas no se detienen a la vez chicos; primero una parte y luego otra».
Los animadores, entusiasmados por hacer su trabajo más convincente, desarrollaron los conceptos de follow through (acción complementaria) y overlapping action (acción superpuesta), aunque los conceptos estaban tan estrechamente relacionados que no siempre eran fáciles de distinguir. Frank Thomas y Ollie Johnston identificaron cinco áreas de movimiento donde estos principios aplicaban:
- Con respecto a un personaje que tuviera un saco u orejas largas, estas partes seguirían moviéndose una vez que la figura se hubiese detenido. Las orejas o el saco continuarían moviéndose incluso después de que la acción principal hubiese terminado, complementando el movimiento follow through.[1]
- Los cuerpos en movimiento no se mueven todos por completo al mismo tiempo, más bien las diferentes partes del cuerpo se mueven a velocidades diferentes. Por lo tanto, mientras una parte se detiene, otra parte (como un brazo) puede traslaparse o seguir el movimiento de la acción principal, deteniéndose lentamente.[1]
- Partes sueltas, como la papada floja de un perro, pueden moverse a una velocidad más lenta en comparación de otras partes más sólidas del personaje. Estas partes se pueden arrastrar detrás de la acción principal.[2]
- La realización de una acción —cómo la acción se complementa— seguido es más importante que la acción misma.[2]
- The moving hold. Un personaje puede llegar a detenerse por completo, pero sus partes flexibles pueden seguir la acción principal a fin de transmitir la sensación de peso y credibilidad.[2]